# Gabriel Garcia (Leichtathlet)
Gabriel dos Santos Garcia (* 2. Oktober 1997) ist ein brasilianischer Sprinter, der sich auf den 100-Meter-Lauf spezialisiert hat.

## Sportliche Laufbahn
Erste Erfahrungen bei internationalen Meisterschaften sammelte Gabriel Garcia im Jahr 2024, als er bei den Olympischen Sommerspielen in Paris mit der brasilianischen 4-mal-100-Meter-Staffel mit 38,73 s im Vorlauf ausschied.
2024 wurde Garcia brasilianischer Meister im 200-Meter-Lauf.

## Persönliche Bestzeiten
- 100 Meter: 10,10 s (+1,0 m/s), 9. September 2023 in São Bernardo do Campo
  - 60 Meter (Halle): 6,61 s, 17. Februar 2024 in Cascavel
- 200 Meter: 20,51 s (+1,1 m/s), 30. Juni 2024 in São Paulo